# Oetophorus naevius
Oetophorus naevius là một loài tò vò trong họ Ichneumonidae.